# Кайрат (Уаліхановський район)
Кайра́т (каз. Қайрат) — село у складі Уаліхановського району Північноказахстанської області Казахстану. Адміністративний центр Кайратського сільського округу.
Населення — 225 осіб (2021; 378 у 2009, 1004 у 1999, 985 у 1989).
Національний склад станом на 1989 рік:
- казахи — 100 %.